# Кантильо, Виктор
Виктор Данило Кантильо Хименес (исп. Víctor Danilo Cantillo Jiménez; род. 15 октября 1993 или 15 октября 1991, Сона-Бананера, Магдалена) — колумбийский футболист, опорный полузащитник клуба «Коринтианс» и сборной Колумбии.

## Клубная карьера
Кантильо — воспитанник клубов «Белен Сан-Бернардо», «Молино Вьехо» и «Атлетико Насьональ». 27 июля 2013 года в матче против «Атлетико Уила» он дебютировал в Кубка Мустанга в составе последнего. В Своём дебютном сезоне Виктор стал чемпионом и обладателем Кубка Колумбии. В начале 2014 года Кантильо для получения игровой практики на правах аренды перешёл в «Атлетико Кали». 15 февраля в матче против «Реал Сантандер» он дебютировал в Примере B. Летом того же года Кантильо был арендован «Итагуи Леонес». 20 июля в матче против «Льянерос» он дебютировал за новую команду. 26 сентября в поединке против «Америки Кали» Виктор забил свой первый гол за «Итагуи Леонес». 
В начале 2017 года Кантильо на правах аренды перешёл в «Депортиво Пасто». 4 февраля в матче против «Кортулуа» он дебютировал за новый клуб. 
Летом 2017 года Кантильо подписал контракт с «Атлетико Хуниор». 7 августа в матче против «Мильонариос» он дебютировал за новую команду. 14 октября 2018 года в поединке против «Индепендьенте Санта-Фе» Виктор забил свой первый гол за «Атлетико Хуниор». В том же году он помог команде выйти в финал Южноамериканского кубка. В составе клуба Виктор дважды выиграл чемпионат и во второй раз в карьере завоевал национальный кубок. В начале 2020 года Кантильо перешёл в бразильский «Коринтианс». 31 января в матче Лиги Паулиста против «Понте-Прета» Виктор дебютировал за основной состав. 13 августа в матче против «Атлетико Минейро» он дебютировал в бразильской Серии A. 6 октября 2021 года в поединке против «Байи» Виктор забил свой первый гол за «Коринтианс». 

## Международная карьера
17 ноября 2021 года в отборочном матче чемпионата мира 2022 против сборной Парагвая Кантильо дебютировал за сборную Колумбии. 

## Достижения
Клубные
 «Атлетико Насьональ»
- Победитель Кубка Мустанга — Финалисасьон 2013
- Обладатель Кубка Колумбии — 2013

 «Атлетико Хуниор»
- Победитель Кубка Мустанга (2) — Клаусура 2018, Апертура 2019
- Обладатель Кубка Колумбии — 2017
- Финалист Южноамериканского кубка — 2018